# Poroisjte
Poroisjte (bulgariska: Пороище) är ett distrikt i Bulgarien.   Det ligger i kommunen Obsjtina Razgrad och regionen Razgrad, i den nordöstra delen av landet, 280 km öster om huvudstaden Sofia.
Trakten runt Poroisjte består till största delen av jordbruksmark. Runt Poroisjte är det ganska glesbefolkat, med 34 invånare per kvadratkilometer.